# Post-partumdepressie
Een post-partumdepressie (post partum: na de bevalling) is een vorm van depressie die optreedt bij vrouwen die recent bevallen zijn. Regelmatig wordt de onlogische en onjuiste term postnatale depressie gebruikt.

## Epidemiologie
Post-partumdepressies komen voor na 10 tot 15% van de bevallingen en vormen daarmee een veel voorkomende aandoening.

## Symptomen
De symptomen lopen in intensiteit en duur uiteen. In lichte gevallen heeft de vrouw last van verdriet en huilbuien, angst, prikkelbaarheid, wisselende stemmingen en vermoeidheid. Vaak gaat het om zogeheten 'kraamtranen' en zijn de symptomen binnen twee weken na de bevalling verdwenen.
In ernstiger gevallen zijn de symptomen ingrijpender en langduriger en is er sprake van een post-partumdepressie. De duur kan van een paar maanden zelfs oplopen tot een paar jaar. Naast angst en verdriet kunnen ook schuldgevoelens en verlies van eigenwaarde optreden. De vrouw heeft weinig energie en interesse (soms zelfs in het kind) en is overgevoelig voor kleine irritaties. Er kunnen ook eet- en slaapproblemen ontstaan.

## Etiologie
Een post-partumdepressie is iets anders dan een post-partumpsychose. Een post-partumdepressie is een stoornis en een post-partumpsychose kraambedpsychose is een ernstig psychiatrisch ziektebeeld. Bij een kraambedpsychose kan de vrouw last krijgen van hallucinaties en wanen of andere denkstoornissen. Wanneer er verhoogde waakzaamheid, herbelevingen (flashbacks) en schrikreacties opduiken, kan mogelijk sprake zijn van post-partum-PTSS.
Een post-partumdepressie kan endogeen zijn (van binnenuit) of reactief, dus in reactie op de levensgebeurtenissen rond zwangerschap en bevalling. Over het algemeen is de oorzaak van een post-partumdepressie te zoeken in de veranderde hormoonhuishouding tijdens de zwangerschap en na de bevalling. Vaak in combinatie met een aantal risicofactoren, zoals slaaptekort, zware bevalling en een tekort aan vitamines en mineralen (onder andere vitamine B6), die kan ontstaan tijdens de zwangerschap, omdat er veel voedingsstoffen naar de baby gaan. Recent onderzoek toont aan dat er een correlatie is met pijn bij de bevalling. De pijn zorgt ervoor dat er endorfinen vrijkomen. Die maken de vrouw onverschilliger voor de pijn en bereiden haar voor op het moederschap.
Ook adrenaline, oxytocine, dopamine, en progesteron, die tijdens bevalling en kraamtijd vrijkomen, kunnen een rol spelen.
Er kunnen echter ook sociale of psychische oorzaken zijn (bijvoorbeeld als het kind niet gewenst is, zorgen over de opvoeding, relatieproblemen, te hoge verwachtingen, et cetera). Vrouwen die vóór de bevalling al depressieve verschijnselen hebben gehad, zijn vatbaarder voor post-partumdepressie, evenals vrouwen die al last hadden van premenstruele stemmingswisselingen, zoals bij het premenstrueel syndroom.

## Complicaties
Een van de complicaties van een post-partumdepressie is een verminderde ontwikkeling van het kind. Diverse studies hebben aangetoond dat kinderen van vrouwen met een doorgemaakte post-partumdepressie zich minder goed ontwikkelen en psychosociale problemen hebben die tot in de puberteit aan kunnen houden. Het gaat om internaliserende en externaliserende gedragsproblemen.
Ook hebben kinderen van wie de moeder een postnatale depressie had tot 3,8% minder grijze stof dan de kinderen van wie de moeder dit niet had, met name in de gebieden achter het voorhoofd en ter hoogte van de slapen. Dat verminderde hersenvolume houdt rechtstreeks verband met aandachtsproblemen bij tienjarigen.